# Beata Maj-Dąbal
Beata Maj-Dąbal (ur. 26 grudnia 1958 w Czeladzi) – polska aktorka filmowa i teatralna.

## Życiorys
Absolwentka Państwowej Wyższej Szkoły Filmowej, Telewizyjnej i Teatralnej w Łodzi (szkołę ukończyła w 1983). W latach 1987–1988 aktorka w Teatrze Rozmaitości, w latach 1992–1996 w Teatrze Syrena.

## Filmografia
Opracowano na podstawie materiału źródłowego.
| Rok  | Tytuł                          | Rodzaj               | Obsada aktorska                                | Dodatkowe informacje     |
| ---- | ------------------------------ | -------------------- | ---------------------------------------------- | ------------------------ |
| 1979 | Grzeszny żywot Franciszka Buły | Film fabularny       | Nauczycielka                                   |                          |
| 1981 | Był jazz                       | Film fabularny       |                                                | Nie występuje w napisach |
| 1981 | Białe tango                    | Serial fabularny     | Anna Kamińska, kochanka Jerzego                |                          |
| 1983 | Thais                          | Film fabularny       | Dziewczyna przyjmująca chrzest w kościele      |                          |
| 1983 | Sobół i panna                  | Film fabularny       | Dziewczyna pracująca w gospodarstwie Pucewicza |                          |
| 1983 | Seksmisja                      | Film fabularny       | Funkcyjna radiolokacji                         |                          |
| 1983 | Przeznaczenie                  | Film fabularny       |                                                | Nie występuje w napisach |
| 1984 | Przyspieszenie                 | Film fabularny       | Narzeczona Maćka                               |                          |
| 1984 | Cień już niedaleko             | Film fabularny       | Dziennikarka radiowa                           |                          |
| 1984 | Alabama                        | Film fabularny       | Anna                                           |                          |
| 1985 | Mokry szmal                    | Film fabularny       | Agata, dziewczyna Wojtka                       |                          |
| 1985 | Junge Leute in der Stadt       | Film fabularny       | Gerda                                          |                          |
| 1987 | Cienie                         | Film fabularny       |                                                |                          |
| 1988 | Wherever you are               | Film fabularny       | Baletnica                                      |                          |
| 1989 | Po upadku                      | Film fabularny       | Dziewczyna przy barze                          |                          |
| 1993 | Komedia małżeńska              | Film fabularny       | Żona kolegi z pracy Wiktora                    | Nie występuje w napisach |
| 1996 | Rap-Łap-Baja                   | Spektakl telewizyjny |                                                |                          |
| 1998 | Klan                           | Serial fabularny     | Alina, Lidia Smętna                            |                          |